# Jean D. Wilson
Jean Donald Wilson (* 26. August 1932 in Wellington, Collingsworth County, Texas; † 13. Juni 2021) war ein US-amerikanischer Endokrinologe und Professor am University of Texas Southwestern Medical Center, zuletzt emeritiert.
Er war vor allem für seine Arbeiten zur Wirkung (und Bedeutung für die Geschlechtsdifferenzierung) von Androgenen (männliche Geschlechtshormone, insbesondere Testosteron und Dihydrotestosteron) und Anti-Müller-Hormon bekannt. Wilson und Mitarbeiter identifizierten zahlreiche Störungen des Testosteron-Stoffwechsels und der Testosteron-Rezeptoren.

## Leben und Wirken
Wilson studierte zunächst an der University of Texas at Austin Chemie und Zoologie (Abschluss 1951) und schloss 1955 sein Medizinstudium am University of Texas Southwestern Medical Center mit dem M.D. ab. Bereits als Student interessierte er sich für Endokrinologie und arbeitete bei Donald W. Seldin (1920–2018). Als Postdoktorand arbeitete Wilson am Parkland Memorial Hospital in Dallas und bei Sidney Udenfriend am National Heart Institute (eine Einrichtung der National Institutes of Health). Ab 1960 gehörte Wilson zum Lehrkörper des University of Texas Southwestern Medical Center, zunächst unter Marvin D. Siperstein. Hier arbeitete er vor allem zum gesamten Stoffwechsel des Cholesterins und zur Wirkung von Steroidhormonen und war von 1988 bis 1995 Leiter der Abteilung für Endokrinologie und Stoffwechsel. Er war (Stand 2020) Charles Cameron Sprague Distinguished Chair in Biomedical Science und Professor für Innere Medizin.
Jean D. Wilson war Präsident der Endocrine Society, der American Society for Clinical Investigation und der Association of American Physicians. Er gehörte viele Jahre zu den Autoren und den Herausgebern von Harrison’s Principles of Internal Medicine, dem wohl renommiertesten Lehrbuch der Inneren Medizin im anglo-amerikanischen Sprachraum, und von Williams’ Textbook of Endocrinology. Wilson war Herausgeber des Journal of Clinical Investigation und des Year Book of Medicine. Er hatte laut Datenbank Scopus einen h-Index von 76 (Stand Juni 2020). Am 14. Juni 2021 gab das University of Texas Southwestern Medical Center den Tod von Wilson bekannt.

## Auszeichnungen (Auswahl)
- Mitglied des Institute of Medicine
- Fellow des Royal College of Physicians
- 1977 Amory Prize[3]
- 1982 Mitglied der American Academy of Arts and Sciences[4]
- 1983 Eugene Fuller Triennial Prostate Award (American Urological Association)
- 1983 Mitglied der National Academy of Sciences[5]
- 1991 Henry Dale Medal (Society for Endocrinology)
- 1993 Fred Conrad Koch Award[6]
- 1999 George M. Kober Medal[7]
- 2000 Mitglied der American Philosophical Society[8]